# Steinbrücken (Gera)
Steinbrücken bildet zusammen mit Roben und Rusitz den 11,82 km² großen Ortsteil Roben der Stadt Gera in Thüringen mit insgesamt 748 Einwohnern (Stand 31. Dezember 2011).

## Geografie
Steinbrücken liegt auf einer Hochebene im Nordwesten der Stadt Gera. Es grenzt westlich an Bad Köstritz im Landkreis Greiz, nördlich an Silbitz im Saale-Holzland-Kreis bzw. an den Burgenlandkreis in Sachsen-Anhalt.

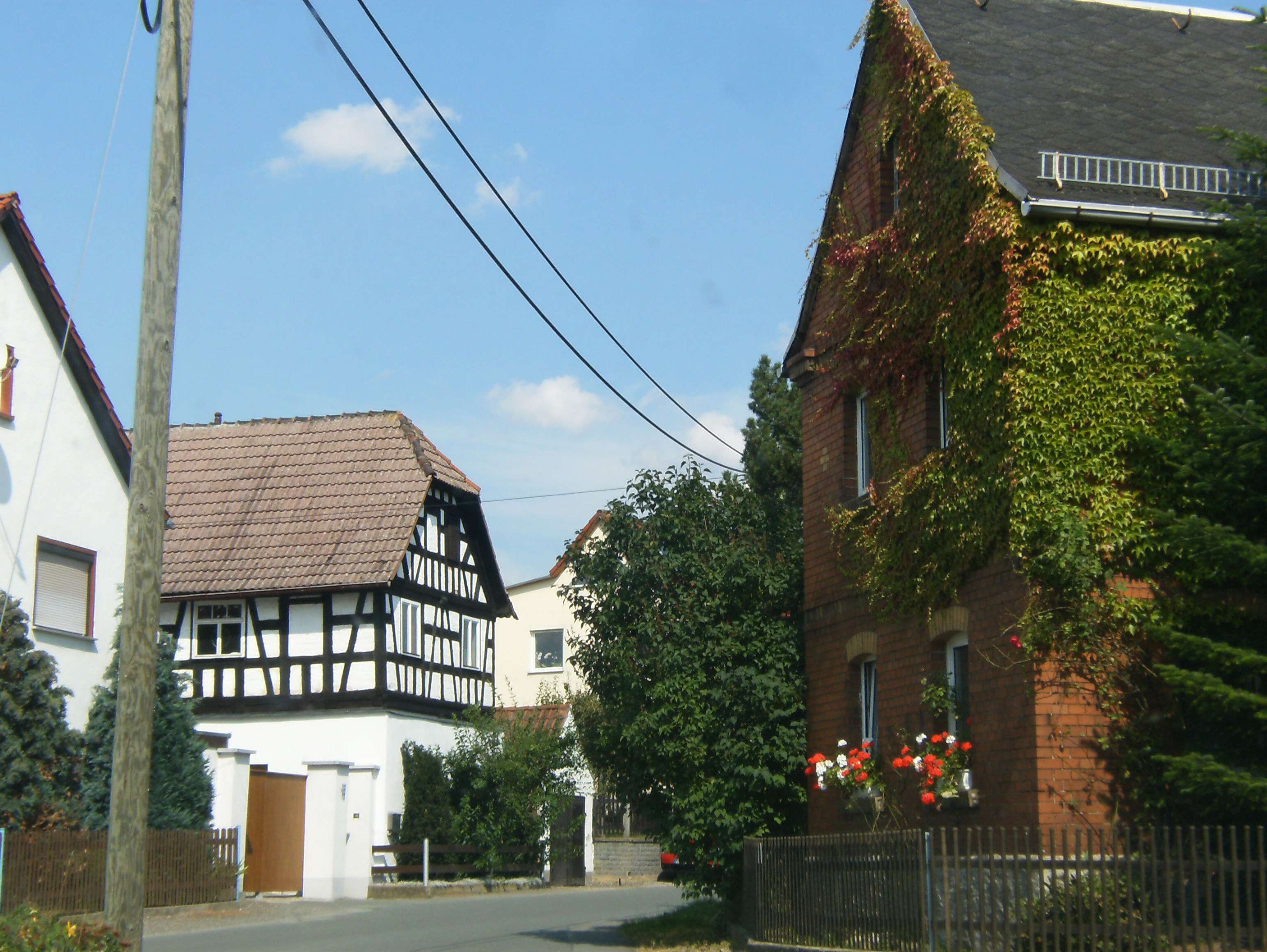
Im Dorf

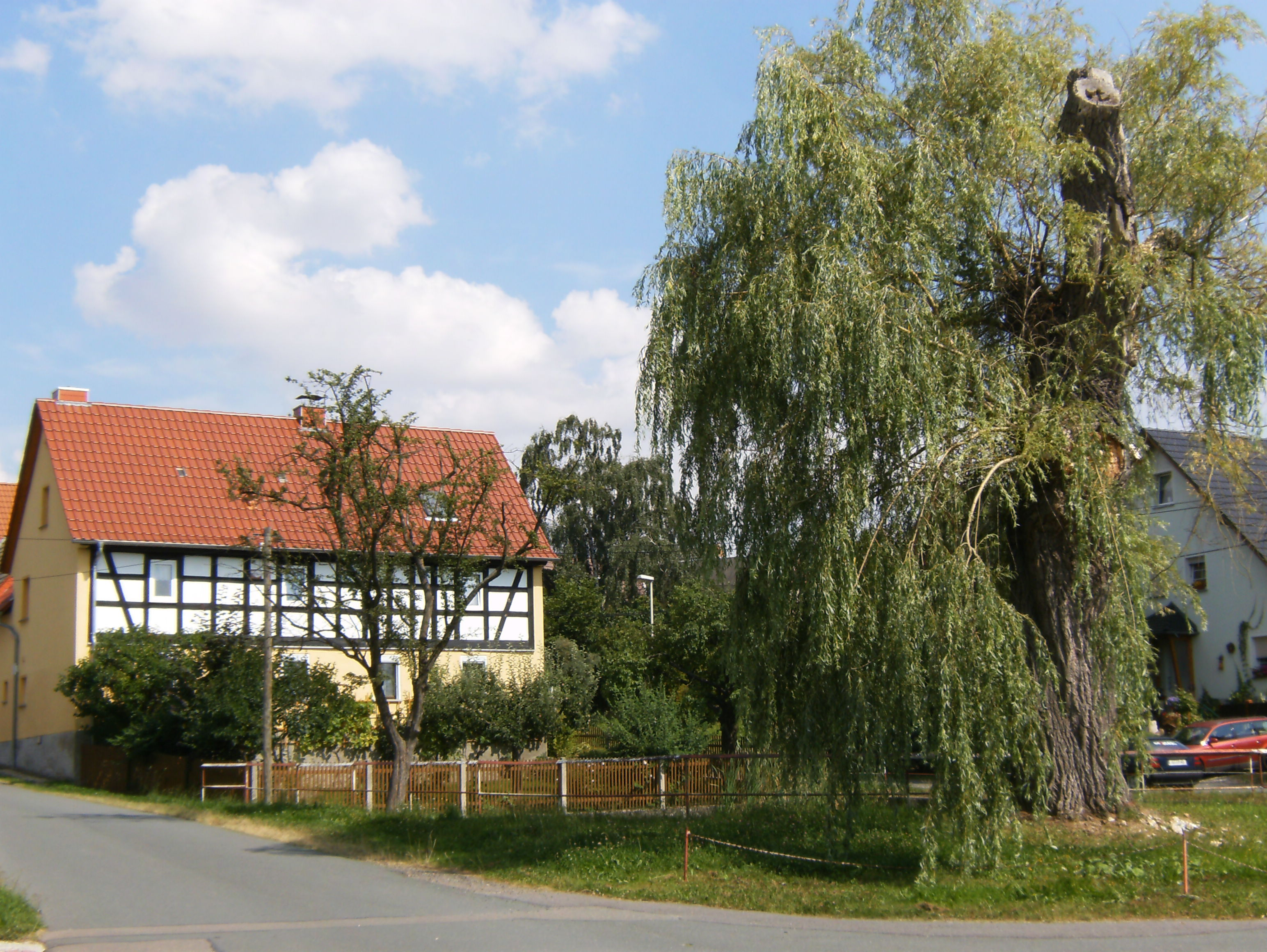
Blick über den Dorfteich

## Geschichte
Steinbrücken wurde erstmals 1366 als Steinbrucken urkundlich erwähnt. Ein identischer Ortsname liegt bei einem Ortsteil von Linda bei Neustadt an der Orla im Saale-Orla-Kreis vor. In beiden Fällen dürfte die Benennung weniger auf ein Brückenbauwerk im heutigen Sinne, sondern eher auf „einen mit Steinplatten befestigten Weg durch feuchtes Gelände“ zurückgehen.
Nördlich des Ortes befand sich früher die Wallburg Vogelherd, von der noch Wall- und Grabenreste erhalten sind.

### Rittergut Steinbrücken
Geprägt war der Ort seit dem 16. Jahrhundert durch das Gut. Für die Jahre 1534 bis 1682 war es auf die von Schaurodts verbrieft, 1682 bis 1719 an das Haus Reuß-Schleiz, 1719 bis 1743 an Solms-Tecklenburg, 1743 bis 1801 an Reuß-Obergreiz, 1801 bis 1812 an Reuß-Köstritz, von 1812 bis 1931 an die Familie Metsch (darunter Emil von Metsch, unter dem das Gut 1852 in einen Familienfideikommiss umgewandelt wurde), bzw. durch Erbschaft von Brandenstein bzw. von Tschammer und zuletzt von 1932 bis zu seiner Enteignung 1945 im Besitz der Familie Remy. Das Rittergut verfügte über die Patrimonialgerichtsbarkeit über Steinbrücken und Roben, zwei Güter in Lessen, 6 Güter in Rusitz, 5 Güter in Langenberg und ein Haus in Gera. Zum 31. Dezember 1854 endete diese Patrimonialgerichtsbarkeit.
Neben weiteren Bauernanwesen entstanden ab dem 18. Jahrhundert diverse Kleinstellen. Ab 1690 hatte der Ort auch die Lehenshoheit über Roben. 1827 zählt der Ort ein Rittergut, 34 Häuser und 162 Einwohner.
Nach der politischen Wende 1989/90 gelang es nicht mehr, das inzwischen sehr baufällig gewordene Gut mitsamt dem alten Herrenhaus zu retten, so dass diese den Ort und das Ortsbild über Jahrhunderte hinweg prägende Anlage vor einigen Jahren abgerissen wurde. Nur der Park mit seinem alten Baumbestand erinnert heute noch daran.
In den 1990er Jahren erfolgte die Ausweisung eines Neubaugebietes.

## Politik
Steinbrücken wurde am 1. Juli 1950 nach Roben eingemeindet. Seit dem 1. April 1994 gehört der Ort zur Stadt Gera. Er bildet zusammen mit Roben und Rusitz den Ortsteil Roben der Stadt Gera mit eigener Ortschaftsverfassung und eigenem Ortsteilrat (bis II/2009 Ortschaftsrat). Ortsteilbürgermeister ist Carsten Schlestein.

## Entwicklung der Einwohnerzahl
| Jahr      | 1827 | 1864 | 1939 | 2009 |
| Einwohner | 162  | 303  | 284  | 317  |

## Verkehr
Der Ort ist westlich der Bundesstraße 2 gelegen und über diese zu erreichen. Der ÖPNV wird durch die RVG Regionalverkehr Gera/Land gesichert. Dabei ist der Ort mit der stündlich bedienten Ringlinie 228 an Gera angebunden. 
Nächstgelegener Bahnhof ist Gera-Langenberg.

## Kultur
Im Ort bestehen die Freiwillige Feuerwehr mit Jugendfeuerwehr und der Feuerwehrverein, die alljährlich das Maibaumsetzen und ein Parkfest organisieren.

## Bildung
Im Ort befindet sich die Kindertagesstätte der Volkssolidarität mit Kinderkrippe, Kindergarten und Schulhort. Zuständige Grundschule ist die Staatliche Grundschule Aga in Kleinaga. Nächstgelegene Regelschule ist die Staatliche Regelschule 12 in Bieblach-Ost.